# Громов, Алексей Матвеевич
Алексе́й Матве́евич Гро́мов (10 [22] апреля 1888, Москва — 11 декабря 1937, там же) — русский прозаик и журналист, художник-график.

## Биография
Сын учителя. Окончил 8-ю московскую гимназию (1907). С 1905 года начал участвовать в периодической печати. Публиковал памфлеты, а также карикатуры в журналах «Оса», «Пулемёт» (1905—1906; псевдонимы Овод, Мистер Морг). Жил во Франции, где печатал иллюстрации к рассказам в парижском журнале «Lecture pour tous». В 1911 году вернулся в Москву и стал профессиональным журналистом. В 1912 году выпустил книгу воспоминаний о Париже в издательстве «Апож» (название рассчитано на чтение справа налево); книга была конфискована, автор по статье о порнографии был приговорен к 3 месяцам заключения. В 1918 году выехал в Омск, работал литературным редактором «Известий исполкома Западно-Сибирского Совета». Был арестован белочехами. С колчаковцами эвакуировался в Новониколаевск в 1919 году. Вернувшись позднее в Омск, при Колчаке работал в газете «Сибирская речь» (под псевдонимом «Аргус»), затем в Центропечати, в советских органах пропаганды. В 1923 году вернулся в Москву. Был литературным сотрудником газеты «Гудок», редактором в Госиздате, затем «свободным художником».
Проживал: ст. Мамонтовка, Северной ж. д., Школьная ул., д. 20.
В 1937 году был расстрелян (в один день с С. А. Ауслендером).

## Литературная деятельность
Дебютировал в печати антиправительственными памфлетами в журнале «Стрелы» и газете «Русский листок» (1905). На первый сборник рассказов «Поручик Борисов. Кровавые слёзы» (Москва, 1906) был наложен арест. В сборнике «Рассказы» (Москва, 1908) обнаруживаются влияния Максима Горького и Леонида Андреева. Пользовался псевдонимом А. Буревестник. По возвращении из Франции участвовал в газете «Новый путь», в «Женском журнале», в журнале «Наша жизнь» (заведующий редакцией), журналах «Жизнь» (1912—1914, художник и секретарь редакции) и «Журнал для женщин» (1915—1918). Публиковал статьи, рассказы, эпиграммы, стихотворения, рисунки и карикатуры. Работая в сибирских органах советской пропаганды, писал рассказы и пьесы, прославляющие большевиков. Выпустил книгу зарисовок «Семнадцатый год (Сцены Октябрьской революции)» (Москва, 1927).

## Семья
Сын известного советского скульптора Олега Комова Илья утверждает, что Алексей Матвеевич Громов был его прадедом.